# Pedro Sambarino
Director de cine de origen  italiano, Pedro Sambarino es uno de los pioneros de la cinematografía latinoamericana, por los trabajos realizados en Argentina, Bolivia y Perú.

## Sambarino y el Cine Boliviano
Sambarino llegó a Bolivia en 1923 desde Argentina, donde había trabajado operando proyectoras y realizando filmes por encargo del gobierno Argentino; ya en Bolivia funda la S.A. Cinematográfica Boliviana, más conocida como Bolivia Film, y produce el noticiero Actualidades de La Paz cuya primera edición duró más de una hora.
Sambarino realizó varios documentales para el Gobierno boliviano, resaltando el patriotísmo y al ejército de ese país. En 1924, Sambarino dirige "Por mi Patria", mediometraje documental producido por Bolivia Film. En el filme, Sambarino realizó el montaje de imágenes de diferentes acontecimientos de la época, organizándolos y dándoles unidad gracias a la edición y la incorporación de un narrador, introduciendo de esa manera el cine documental en Bolivia, que hasta entonces sólo conocía las "vistas" cinematográficas sin compaginación, que se limitaban a reproducir escenas del acontecer de la época. "Por mi Patria" se estrenó en el Teatro Princesa de la ciudad de La Paz.
Ese mismo año, Sambarino presenta "Las maniobras militares de 1923" y "Cochabamba", de casi dos horas de duración. Al año siguiente, en 1925, el realizador italiano filma "El centenario de Bolivia" por   encargo del gobierno de Felipe Guzmán.
En 1925, Sambarino presenta "Corazón Aymará", considerada como el primer largometraje de ficción del cine boliviano, de acuerdo a la prensa de la época mostraba "la sobriedad, la docilidad y el espíritu de trabajo de la raza más laboriosa de Bolivia, presentando a la vez magníficas escenas de su vida a pleno campo y a la sombra de las montañas más elevadas, el Illimani y el Illampu".
Adaptación de la obra teatral "La Huerta" de Ángel Salas, "Corazón Aymará" narra las desventuras de Lurpila, la protagonista, quien "se encuentra atrapada entre la desconfianza de su padre Colke Chuima, el odio de su madrastra Summa Pankara, los celos de su esposo Khana Aru y el asedio del mayordomo de la hacienda donde todos habitan. Pero además, no puede librarse del recuerdo de su amante Kilco. La tragedia estallará cuando Lurpila sea juzgada por el cacique de la comunidad y condenada a morir junto al amante".
El cineasta italiano, realiza también la película "En el país de los incas", filme que fue exhibido en Perú y sería el antecedente para que Sambarino continué su obra cinematográfica en ese país.  En 1925, Sambarino realiza "El centenario de Bolivia" por encargo del presidente de Bolivia Hernando Siles, película que fue distribuida en las capitales de Chile y Argentina. También por encargo del gobierno de Siles, en 1928 Sambarino filma "Festejos de la aviación".

## Su obra en Perú
Pedro Sambarino llega al Perú en 1924 en ocasión del aniversario de la Batalla de Ayacucho, retornando a Bolivia, donde continuaría su trabajo cinematográfico por algunos años.
En 1927, Sambarino participa como camarógrafo y fotógrafo en Luis Pardo de Enrique Cornejo Villanueva, considerado como el primer largometraje del cine peruano e inicia en ese país la realización de "Carnaval del Amor" encargando el guion a la periodista peruana Ángela Ramos.
Sambarino migrá al Perú en 1929, continuando su carrera, dirigiendo ese año uno de los primeros largometrajes del cine peruano "El carnaval del amor", película que se estrena en febrero de 1930.
La película muestra la antagonía campo-ciudad, en la que, según Mario Lucioni e Irela Núñez, 

el campo representa la inocencia (y la mujer) y la ciudad la corrupción, la falsedad y al hombre, pero con una variación progresista: aquí la protagonista no es una chica ingenua sino una profesora, símbolo del progreso, que viene de la ciudad y es ganada por el campo, en la persona de un hacendado que quiere llevar el bienestar y la educación a sus campesinos. Allí donde el romance y la pérdida de la virtud eran vistos de un modo folletinesco en el cine de Santana, El carnaval del amor parece haber privilegiado una óptica pintoresca, humorística y cotidiana, con fuertes acentos descriptivos. La publicidad del filme enfatizaba, más que el romance, el aspecto social, y la escena más melodramática queda reducida a un sueño

.
Sambarino realizaría luego "Inca Cuzco" de 1934 y fallecería en Lima dos años más tarde en 1936.

## Filmografía
- Actualidad de La Paz, cortometraje documental 1923
- El ferrocarril Atocha-Villazón, cortometraje documental 1923
- El ferrocarril La Paz - Los Yungas, cortometraje documental 1923
- En el corazón de Sud América, cortometraje documental 1923
- En el país de los Incas, cortometraje documental 1923
- Los trabajos del ferrocarril Potosí-Sucre, cortometraje documental 1923
- Maniobras militares, cortometraje documental 1923
- Cochabamba, cortometraje documental 1924
- Por mi patria, documental 1924
- Corazón Aymara 1925
- Coronación de la Virgen de Copacabana, cortometraje documental 1925
- El centenario de Bolivia, documental 1925
- El Meeting del Mar, cortometraje documental 1926
- El Presidente Siles en Oruro, cortometraje documental 1926
- El Presidente Siles en Potosí, cortometraje documental 1926
- Festejos de la aviación, cortometraje documental 1928
- Operación de cesárea, cortometraje documental 1928
- Viaje del Presidente Siles a Cochabamba, cortometraje documental 1928
- El carnaval del amor 1930
- Inca Cusco, documental 1934